# Armstrong (Argentyna)
Armstrong – miasto w Argentynie w prowincji Santa Fe.
W 2010 roku miasto liczyło 11,1 tys. mieszkańców.